# Tribalism
Ordet tribalism kommer från det engelska ordet ”tribe” som betyder stam. Tribalism betyder att man gynnar personer av sin egen stam. Ordet är vanligare i engelskt tal än i svenskt, och används ofta även i överförd mening för att beskriva beteende som gynnar ideologiska, politiska eller sociala grupperingar som individen tillhör, utöver etniska och geografiska.